# Bochumer Versicherungsverein auf Gegenseitigkeit
Der Bochumer Versicherungsverein auf Gegenseitigkeit (BVaG) ist ein deutscher Versicherer mit Sitz in Bochum, spezialisiert auf Sterbegeldversicherungen und die Bestattungsvorsorge. Mit mehr als 115.000 Mitgliedern gehört der Bochumer Versicherungsverein auf Gegenseitigkeit zu den größten Sterbegeldversicherern in Deutschland.

## Geschichte
Der BVaG wurde am 16. Februar 1968 von Mitarbeitern der Montanindustrie mit Sitz in Bochum gegründet, um Beschäftigten in der Schwerindustrie eine Absicherung für Bestattungskosten zu bieten.  1988 erfolgte die Zulassung als Sterbekasse durch die Bundesanstalt für Finanzdienstleistungsaufsicht.
Ab 2000 übernahm der Verein mehrere Sterbekassen, darunter "Unter uns von 1923 VVaG" sowie die Betriebssterbekasse Krupp Koppers GmbH. 2002 führte der BVaG Tarife in Euro ein. 2011 wurden im Zuge der Digitalisierung des Bochumer Versicherungsvereins aG neue Tarife eingeführt, Kleinlebensversicherungstarife eingestellt und mehrere Fusionen vollzogen, darunter 2020 mit der Allgemeinen Sterbekasse Oberhausen/Duisburg und 2023 mit der Begräbnishilfe Berghofen VVaG, wodurch die Mitgliederzahl stark stieg-

## Struktur
Der Bochumer Versicherungsverein aG ist ausschließlich seinen 115.000 Mitgliedern verpflichtet, wobei Überschüsse den Versicherten in Form von Bonuszahlungen zugutekommen. Der BVaG ist als Versicherungsverein auf Gegenseitigkeit (VVaG) organisiert und weist folgende Struktur auf:
- Die Mitglieder wählen alle sechs Jahre eine Vertreterversammlung.
- Die Vertreterversammlung besteht aus 40 Mitgliedern, beschließt strategische Grundsatzfragen und wählt den Aufsichtsrat.
- Der Aufsichtsrat kontrolliert und berät den Vorstand. Er besteht aus sechs Mitgliedern, die für fünf Jahre durch die Vertreterversammlung gewählt werden.
- Der Vorstand wird vom Aufsichtsrat ernannt. Er ist verantwortlich für das operative Geschäft.